# Sofie z Gloucesteru
Princezna Sofie z Gloucesteru (Sofie Matylda; 29. května 1773 Londýn– 29. listopadu 1844 Londýn) byla pravnučka krále Jiřího II. Britského a neteří krále Jiřího III.

## Život

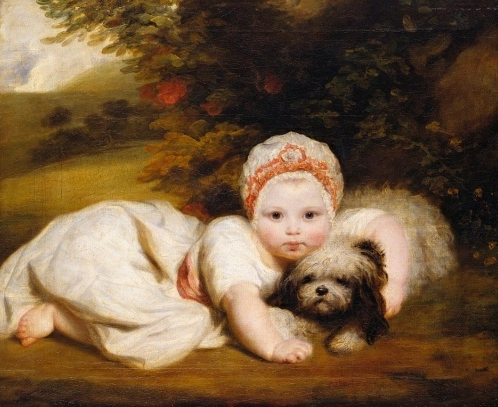
Princezna Sofie jako malé dítě.

Princezna Sofie se narodila na Grosvenor Street v Mayfair jako dcera prince Viléma Jindřicha, vévody z Gloucesteru a Edinburghu, třetího syna prince Fridricha, prince z Walesu. Její matka vévodkyně z Gloucesteru, rozená Marie Walpoleová, nemanželská dcera sira Edwarda Walpola.
Pokřtěna byla Charlesem Mossem, biskupem ze St Davids, 26. června 1773 v soukromí přijímacího pokoje v londýnském domě rodičů v Mayfair, Gloucester House. Jejími kmotry byli její strýc z otcovy strany vévoda z Cumberlandu a Strathearnu, jeho manželka, vévodkyně z Cumberlandu a Strathearnu, a teta z otcovy strany dánská a norská královna (zastoupena zmocněncem). Jiří III. byl požádán, aby se stal kmotrem, ale odmítl, rozrušen sňatkem svého bratra s Marií Walpoleovou, prostou občankou a nemanželskou dcerou.[zdroj?]
Sofie byla považována za možnou nevěstu svého bratrance vévody z Clarence a St Andrews (později vládl jako britský král Vilém IV.), ale pro tento sňatek nevyjádřila žádné nadšení.
Asi od roku 1805 žila v Gloucester Lodge na londýnské Gloucester Road a zůstala tam i po matčině smrti v roce 1807, v roce 1809 však dům prodala Georgi Canningovi. Žila také v New Lodge ve Winkfieldu u Windsoru v Berkshire.
V roce 1811 navštívila se svým bratrem vévodou z Gloucesteru Královskou eskadru jachet v Northwoodu na ostrově Wight. Na jejich počest tam byl pojmenován Gloucester Hotel.
Od roku 1816 nosila titul ranger (lesník) Greenwich Parku a žila v Ranger's House v Blackheathu.
Sofie se v roce 1831 stala patronkou přímořského města St Leonards-on-Sea, kde pobývala v Gloucester Lodge na Quarry Hill. Stavba původně nesla název Castellated Villa, ale na její počest byla přejmenována na Gloucester Lodge.
Sofie zemřela 29. listopadu 1844 ve věku 71 let v Ranger's House v Blackheathu neprovdána. Pohřbena byla v kapli svatého Jiří ve Windsoru.

## Tituly a oslovení
- 29. května 1773 – 22. července 1816ː Její Výsost princezna Sofie z Gloucesteru
- 22. července 1816 – 29. listopadu 1844ː Její královská Výsost princezna Sofie z Gloucesteru

Jako pravnučka v britského krále Jiřího II. v mužské linii nesla Sofie od narození titul Výsost. 22. července 1816 se její bratr Vilém Frederik, vévoda z Gloucesteru a Edinburghu, oženil s jejich sestřenicí Marií, dcerou krále Jiřího III. Ve svatební den udělil princ regent vévodovi z Gloucesteru titul královská Výsost. Následně obdržela Sofie stejnou hodnost jako její bratr.